# 高良斎

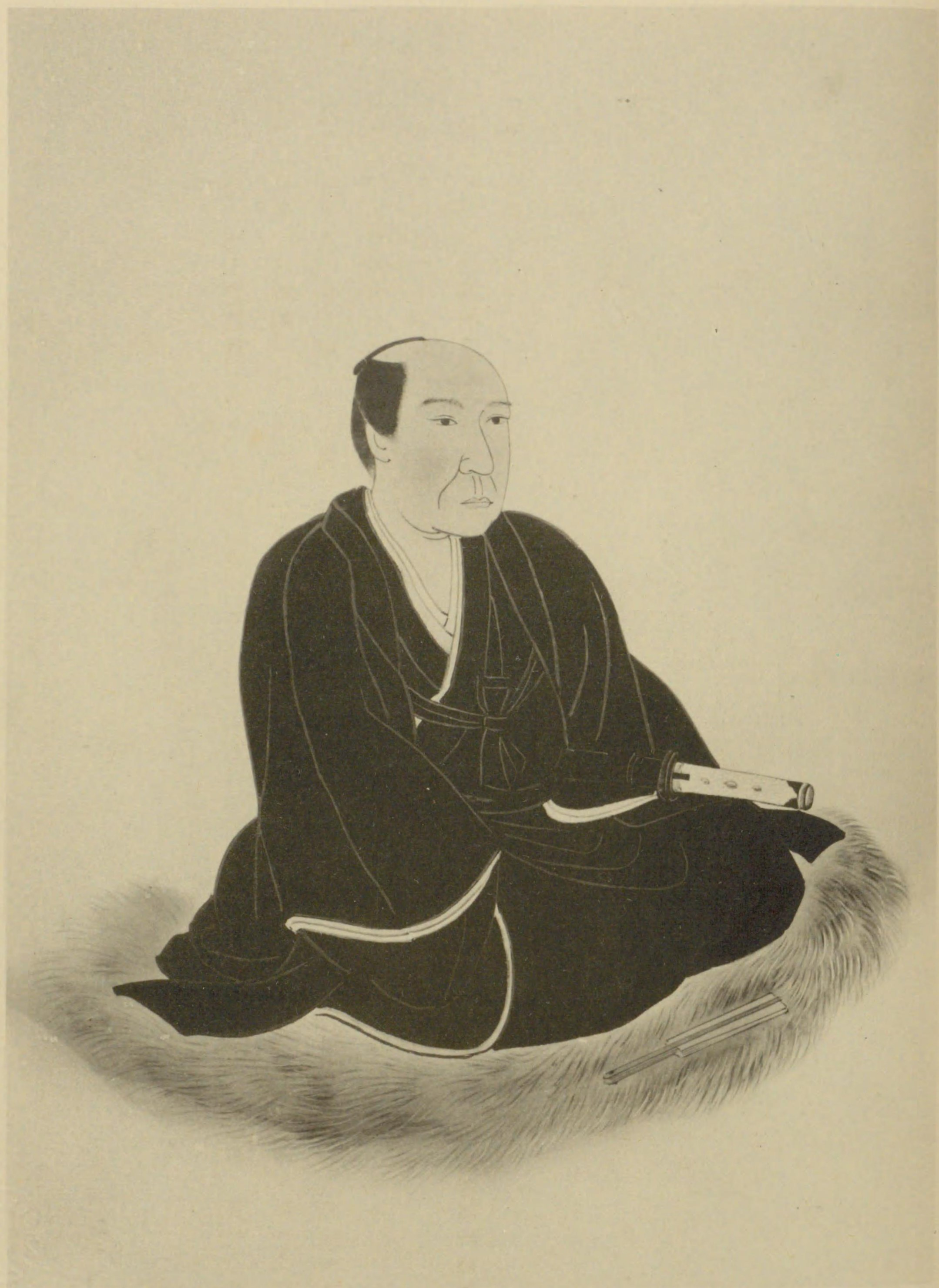
藤浪剛一『医家先哲肖像集』より高良斎

高 良斎（こう りょうさい、1799年6月22日（寛政11年5月19日） - 1846年11月1日（弘化3年9月13日））は、日本・江戸時代の医学者、蘭学者。

## 経歴
江戸時代後期の1799年（寛政11年）、阿波国（現：徳島市常三島町）・徳島藩中老の伊蔵好直のもとに生まれるが、生後間もなく眼科医の高錦国の養子に出された。
「本草学」を乾純水から学び、医学（主に眼科）を養父である高錦国から学んだ。19歳の時には長崎に出てシーボルトや吉雄権之助に従事して西洋医学を修めた。1826年（文政9年）にはシーボルトの江戸行きに随行し、その後シーボルト事件に連座して一時蟄居させられることになった。
シーボルトの信任篤く、シーボルトが長崎を退去する際には、二宮敬作と共に遺児の楠本イネの養育のことを託された。その後、故郷に戻ったあと、大坂にて眼科を開業。大名の病を診て天下の名声を得た。1846年（弘化3年）、脳出血にて48歳で没した。字は子清、良斎、輝淵。
墓所は豊島区駒込の染井霊園と徳島県徳島市の本覚寺。1919年（大正8年）、従五位を追贈された。

## 著書
- 著作 - 『眼科便用』、『耳眼詳説』、『蘭法内用薬能識』、『駆梅要方』、『女科精選』
- 訳書 - 『西医新書』、『薬品応手録』

## 参考資料
- 福島義一『高良斎とその時代』思文閣、1996年。ISBN 4-7842-0906-9。